# کاردیولوژی مداخله‌ای

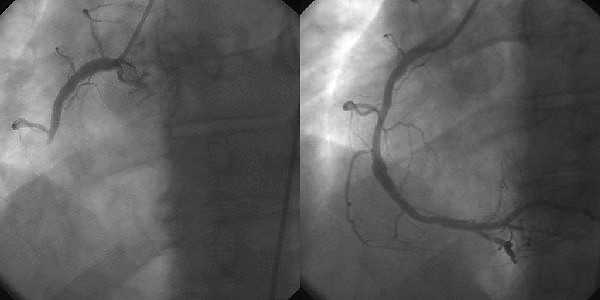
آنژیوگرافی عروق کرونر و آنژیوپلاستی در انفارکتوس حاد میوکارد (چپ: شریان کرونری راست [RCA] بسته، راست: با موفقیت گشاد شد)

اقدامات مداخله‌ای قلب و عروق شاخه‌ای از تخصص قلب و عروق است که به‌طور خاص به درمان بیماری‌های قلبی-عروقی (ساخناری) متکی بر کاتتر می‌پردازد. آندریاس گرونتسیگ پس از توسعه آنژیوپلاستی توسط پرتوشناسی مداخله‌ای چارلز داتر، به عنوان پدر کاردیولوژی مداخله‌ای در نظر گرفته می‌شود.
بسیاری از روش‌ها را می‌توان با کاتتریزاسیون روی قلب انجام داد. این معمولاً شامل قرار دادن غلاف در شریان فمورال (اما در عمل، هر شریان یا ورید محیطی بزرگ) و کانولاسیون قلب تحت تجسم اشعه ایکس (معمولاً فلوروسکوپی) است. شریان رادیال نیز ممکن است برای کانولاسیون استفاده شود. این روش چندین مزیت را ارائه می‌دهد، از جمله دسترسی به شریان در اکثر بیماران، کنترل آسان خونریزی حتی در بیماران ضد انعقاد، افزایش راحتی، زیرا بیماران می‌توانند بلافاصله بعد از عمل بنشینند و راه بروند و تقریباً عدم وجود عواقب بالینی قابل توجه در بیمارانی که نتایج آزمون آلن آن‌ها طبیعی است. معایب این روش شامل اسپاسم شریان و درد، ناتوانی در استفاده از کاتترهای بزرگتر مورد نیاز در برخی از روش‌ها و قرار گرفتن در معرض اشعه بیشتر است. اما در حال حاضر روش رادیال به دلیل راحتی بیمار پس از عمل محبوبیت پیدا کرده است.
مزایای اصلی استفاده از روش مداخله‌ای قلب یا رادیولوژی، اجتناب از ایجاد اسکار و درد و بستری طولانی مدت بعد از عمل است. علاوه بر این، روش مداخله‌ای قلب آنژیوپلاستی اولیه در حال حاضر استاندارد طلایی مراقبت از انفارکتوس حاد میوکارد است. این درمان شامل تخلیه لخته‌ها از شریان‌های کرونر مسدود شده و کاشت استنت‌ها و بالون‌ها از طریق سوراخ کوچکی است که در یک شریان اصلی ایجاد می‌شود، که نام آن را "جراحی سوراخ سوراخ " (در مقابل "جراحی سوراخ کلید ") گذاشته است.

## روش‌ها
آنژیوپلاستی
مداخله‌ای برای گشاد کردن شریان‌ها یا وریدها است.
مداخله عروق کرونر از راه پوست (PCI / آنژیوپلاستی کرونری)

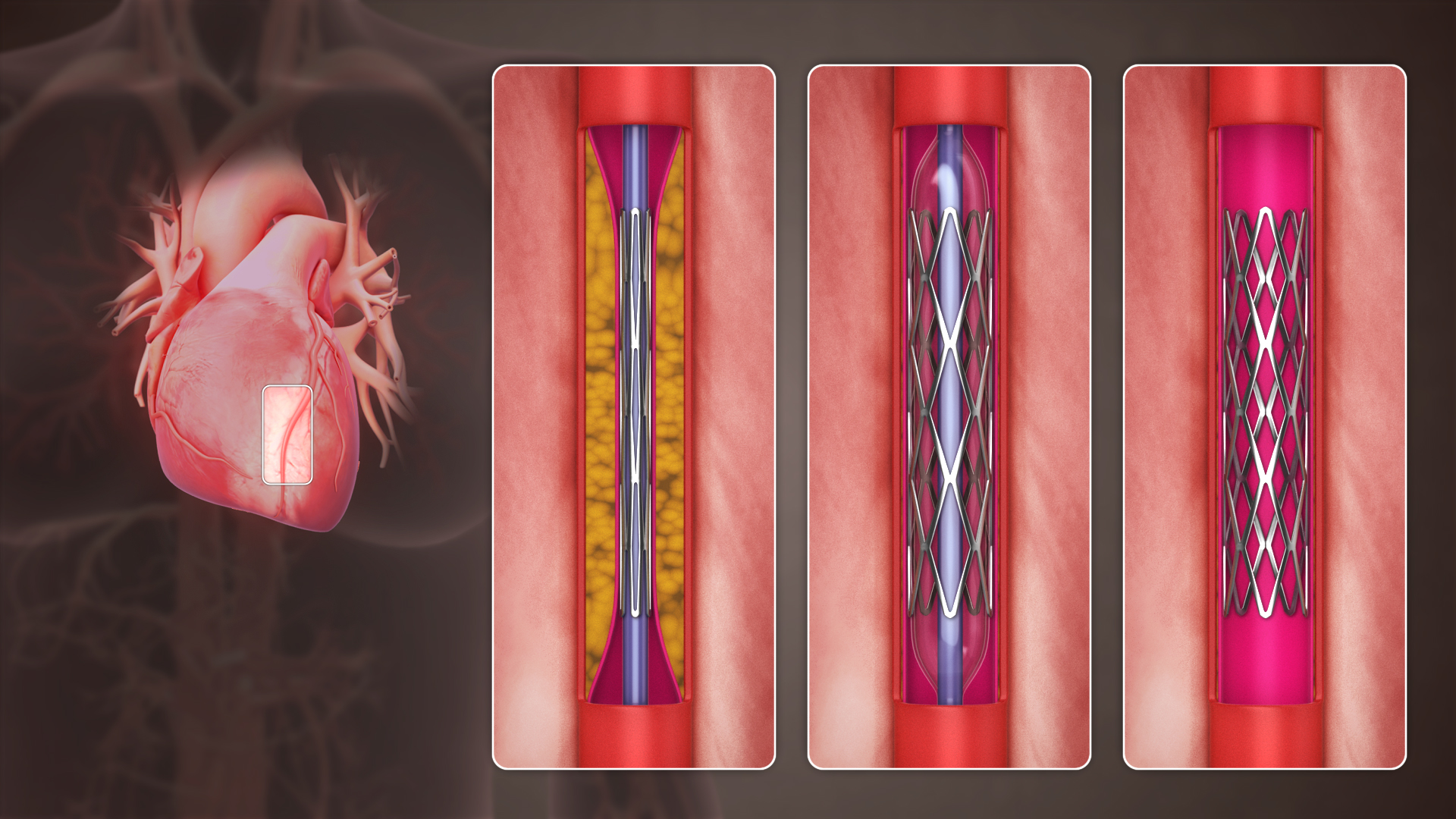
انیمیشن پزشکی سه بعدی عکس از مداخله عروق کرونر از راه پوست

 استفاده از آنژیوپلاستی برای درمان انسداد عروق کرونر در نتیجه بیماری عروق کرونر. یک کاتتر بالون تخلیه شده (خالی از هوا) به داخل شریان انسدادی وارد می‌گردد و برای رفع تنگی رگ، باد می‌شود. برای باز نگه داشتن رگ خونی می‌توان از وسایل خاصی مانند استنت‌های کرونری استفاده کرد. چندین روش دیگر نیز می‌تواند همزمان مورد استفاده قرار گیرد. پس از حمله قلبی، می‌توان آن را محدود به رگ عامل (رگی که مشکوک به انسداد یا ترومبوز است) یا رگ‌سازی مجدد کامل شود. رگ‌سازی مجدد کامل از نظرعوارض جانبی نامطلوب قلبی عمده و مرگ و میر به هر علت مؤثرتر است.
PCI همچنین در افراد پس از وقوع سایر اشکال انفارکتوس میوکارد یا آنژین ناپایدار که در آن خطر عارضه بعدی وجود دارد، استفاده می‌شود. استفاده از PCI علاوه بر داروهای ضد آنژین در آنژین پایدار ممکن است تعداد بیماران مبتلا به حملات آنژین را تا ۳ سال پس از درمان کاهش دهد، اما خطر مرگ، انفارکتوس میوکارد در آینده یا نیاز به مداخلات دیگر را کاهش نمی‌دهد.
والولوپلاستی
این مداخله اقدام به اتساع دریچه‌های قلب تنگ (معمولا میترال، آئورت یا ریوی) است.
اصلاح نقص مادرزادی قلب
از روش‌های پوستی می‌توان برای اصلاح نقص دیواره بین‌دهلیزی و سپتوم بطنی، بسته شدن مجرای شریانی باز و آنژیوپلاستی عروق بزرگ استفاده کرد.
تعویض دریچه از راه پوست
جایگزینی دریچه از راه پوست، جایگزینی برای جراحی قلب باز، جایگزینی دریچه قلب با استفاده از روش‌های پوستی است. این کار بر روی دریچه آئورت (تعویض دریچه آئورت از راه پوست / روش TAVI)، دریچه ریوی و اخیراً دریچه میترال انجام می‌شود.
ترمیم دریچه از راه پوست
جایگزینی برای جراحی قلب باز، ترمیم دریچه از راه پوست بر روی دریچه میترال با استفاده از سیستم MONARC یا سیستم MitraClip انجام می‌گردد
ترومبکتومی عروق کرونر
ترومبکتومی کرونر شامل برداشتن ترومبوس (لخته خون) از شریان‌های کرونر است.
جراحی قلب باز قلب توسط جراح قلب انجام می‌گیرد. برخی از اقدامات مداخله‌ای قلب همراه با جراح قلب انجام می‌شود.

## تحصیلات
در ایالات متحده و کانادا، قلب و عروق مداخله‌ای به حداقل هفت سال آموزش پزشکی پس از فارغ‌التحصیلی و حداکثر ۹ سال تحصیلات تکمیلی پزشکی برای کسانی که مایل به انجام روش‌های پیشرفته ساختاری قلب هستند، نیاز دارد.
- مقطع کارشناسی (۴ سال)
- مدرک پزشکی (۴ سال)
- دستیاری داخلی (۳ سال)
- فلوشیپ قلب و عروق (۳ سال)
- فلوشیپ مداخله‌ای قلب و عروق (۱–۲ سال)
- فلوشیپ مداخله قلب ساختاری (۱ ساله)